# Joseph Leo Doob
Joseph Leo Doob (Cincinnati, Ohio, 27 de febrero de 1910-7 de junio de 2004) fue un matemático estadounidense, especializado en análisis y en teoría de la probabilidad.
Es conocido por su contribución al desarrollo de la teoría de las martingalas.

## Primeros años y educación
Doob nació en Cincinnati, Ohio, el 27 de febrero de 1910, en el seno de una familia judía. Sus padres fueron Leo Doob y Mollie Doerfler Doob. La familia se mudó a Nueva York cuando él tenía menos de tres años de edad. 
Los padres percibieron que su rendimiento durante la etapa de educación primaria era bajo y decidieron matricularlo en la Escuela de Cultura Ética, de la que se graduó en 1926. Luego pasó a Harvard, donde obtuvo una licenciatura en 1930, y un máster en 1931.
Obtuvo el doctorado en 1932, con una tesis titulada Valores límite de funciones analíticas; Joseph L. Walsh fue su director de tesis. Más tarde realizó una investigación postdoctoral en Columbia y Princeton.
Posteriormente, se unió al departamento de matemáticas de la Universidad de Illinois en 1935 y sirvió hasta su jubilación en 1978. Fue miembro del Centro de Estudios Avanzados del campus de Urbana desde sus inicios en 1959. Durante la Segunda Guerra Mundial, trabajó en Washington D. C. y Guam como consultor civil de la Armada de 1942 a 1945; estaba en el Instituto de Estudios Avanzados durante el año académico 1941-1942  cuando Oswald Veblen se le acercó para trabajar en guerra contra minas para la Armada.

## Trabajo
La tesis de Doob trataba sobre los valores límite de funciones analíticas. Publicó dos artículos basados en esta tesis, que aparecieron en 1932 y 1933 en Transactions of the American Mathematical Society. Doob volvió a abordar este tema muchos años después, cuando demostró una versión probabilística del teorema del límite de Fatou para funciones armónicas.
La Gran Depresión de 1929 se prolongó en los años treinta y Doob no podía encontrar un empleo. BO Koopman, de la Universidad de Columbia, sugirió que el estadístico Harold Hotelling podría recibir una subvención que le permitiría a Doob trabajar con él. Hotelling lo logró, y a partir de ese momento Doob trabajó en el ámbito que le haría mundialmente conocido: la probabilidad.
En 1933 Kolmogorov proporcionó el primer fundamento axiomático de la teoría de la probabilidad, esto condujo a que esta rama de las matemáticas, hasta entonces estudiada de manera informal, se convirtiera en un campo fundamental en la matemática moderna. La teoría de la probabilidad se convirtió en teoría de la medida con sus propios problemas y terminología. Doob reconoció que esto haría posible dar pruebas rigurosas de los resultados de probabilidad existentes y consideró que las herramientas de la teoría de la medida conducirían a nuevos resultados de probabilidad.
El enfoque de Doob sobre la probabilidad se evidenció en su primer artículo sobre este tema:  demostró teoremas relacionados con la ley de los grandes números, utilizando una interpretación probabilística del teorema ergódico de Birkhoff. Posteriormente, usó estos teoremas para dar pruebas rigurosas de los teoremas probados por Fisher y Hotelling relacionados con el estimador de máxima verosimilitud de Fisher para estimar un parámetro de una distribución.
Su libro Procesos estocásticos, publicado en 1953, recogió buena parte de sus aportes y conocimientos sobre martingalas, procesos de Markov y procesos estacionarios.  y pronto se convirtió en uno de los libros más influyentes en el desarrollo de la teoría de la probabilidad moderna. Este libro le convirtió en uno de los matemáticos más influyentes en la teoría moderna de la probabilidad.
Es reconocido también por su contribución a la teoría del potencial probabilístico, gracias a su libro La teoría potencial clásica y su contraparte probabilística. La primera mitad de este libro, de más de 800 páginas y publicado tras su jubilación, trata de la teoría del potencial clásica y la segunda mitad de la teoría de la probabilidad, especialmente la teoría de la martingala. 

## Galardones y reconocimientos
- Presidente del Instituto de Estadística Matemática en 1950.
- Miembro de la Academia Nacional de Ciencias desde 1957.
- Presidente de la Sociedad Estadounidense de Matemáticas 1963–1964.
- Miembro de la Academia Estadounidense de Artes y Ciencias desde 1965.
- Asociado de la Academia Francesa de Ciencias (1975).
- Medalla Nacional de Ciencias, otorgada por el presidente de los Estados Unidos Jimmy Carter 1979. [4]
- Premio Steele de la Sociedad Matemática Estadounidense. 1984.

El Premio Joseph L. Doob de la Sociedad Estadounidense de Matemáticas, otorgado en 2005 y otorgado cada tres años por un libro matemático destacado, lleva su nombre en honor a Doob. Los miembros postdoctorales del departamento de matemáticas de la Universidad de Illinois se denominan profesores asistentes de investigación JL Doob.